# Степной Лесхоз
Степной Лесхоз — упраздненный посёлок в Знаменском районе Тамбовской области России. Входил в состав Воронцовского сельсовета.

## География
Посёлок находился в центральной части Тамбовской области, в лесостепной зоне, на расстоянии примерно 23 километров (по прямой) к северу от Знаменки, административного центра района.

### Климат
Климат характеризуется как умеренно континентальный, относительно сухой, с тёплым летом и холодной продолжительной зимой. Среднегодовое количество осадков составляет около 550 мм, из которых большая часть выпадает в тёплый период. Снежный покров устанавливается в середине декабря и держится в течение 138 дней.

### Часовой пояс
Посёлок Степной лесхоз, как и вся Тамбовская область, находится в часовой зоне МСК (московское время). Смещение применяемого времени относительно UTC составляет +3:00.

## Население
| 2010 |
| ---- |
| 8    |

### Национальный состав
Согласно результатам переписи 2002 года, в национальной структуре населения русские составляли 100 % из 3 чел.